# Anthony Villanueva
Anthony Villanueva (n. 18 martie 1945 – d. 13 mai 2014, Cabuyao⁠(d), Filipine) a fost un boxer ce a reprezentat Filipine, medaliat olimpic. A participat la o ediție a Jocurilor Olimpice (1964) în care a câștigat o medalie de argint.

## Participări
Lista de mai jos prezintă principalele competiții la care a participat Anthony Villanueva de-a lungul carierei.
- boxing at the 1964 Summer Olympics – featherweight[*]